# The Spy Gone North
Pour plus de détails, voir Fiche technique et Distribution.
The Spy Gone North (hangeul : 공작 ; RR : Gongjak) est un film d'espionnage sud-coréen coécrit et réalisé par Yoon Jong-bin, sorti en 2018. Il s’agit de l’histoire vraie de Park Chae-seo, ancien agent sud-coréen infiltré dans les installations nucléaires nord-coréennes.
Il totalise presque 5 millions d'entrées au box-office sud-coréen de 2018.

## Synopsis
Dans les années 1990, un espion sud-coréen essaie d'obtenir des informations sur le programme nucléaire nord-coréen. Pour cela, il se fait passer pour un homme d'affaires.

## Fiche technique
- Titre original : 공작 (Gongjak)
- Titre français et international : The Spy Gone North
- Réalisation : Yoon Jong-bin
- Scénario : Kwon Seong-hui[1] et Yoon Jong-bin
- Musique : Cho Yeong-wook
- Décors : Park El-Hen[3]
- Photographie : Choi Chan-min
- Son : Kim Chang-Sub[3]
- Montage : Kim Jae-bum et Kim Sang-bum
- Production : Han Jae-duk, Son Sang-bum et Kuk Su-ran[1]
- Sociétés de production : Moonlight Film ; Sanai Pictures (coproduction)
- Société de distribution : CJ E&M
- Pays de production :  Corée du Sud
- Langues originales : coréen, mandarin et japonais[1]
- Format : couleur - 35 mm
- Genre : drame, espionnage
- Durée : 141 minutes
- Dates de sortie :
  - France : 11 mai 2018 (Festival de Cannes) ; 7 novembre 2018 (sortie nationale)
  - Corée du Sud : 9 août 2018

## Distribution
- Hwang Jeong-min (VFB : Grégory Praet) : Park Seok-yeong
- Lee Sung-min (en) (VFB : Laurent Van Wetter) : le directeur Ri Myong-un
- Jo Jin-woong (VFB : Jean-François Rossion) : Choi Hak-seong, le directeur du NIS
- Joo Ji-hoon (VFB : Michelangelo Marchese) : Jong Mu-taek
- Park Seong-woong (VFB : Benoît Grimmiaux) : Han Chang-joo
- Ki Joo-bong (en) : Kim Jong-il
- Kim So-jin (en) : la femme de Han Chang-joo
- Lee Hyori : elle-même (caméo)

Version française dirigée par Géraldine Frippiat au studio Dubbing Brothers (Belgique), d'après une adaptation des dialogues de Christian Niemiec et Ludovic Manchette. Informations prélevées du carton du doublage français.

## Sortie
Ce film est présenté en « séance de minuit » et projeté le 11 mai 2018 au Festival de Cannes.

### Accueil critique
En France, le site Allociné propose une moyenne des critiques presse à 3,8/5.
Pour Jean-François Rauger du Monde, « Film d'espionnage, ou plutôt film sur l'espionnage, The Spy Gone North doit peu aux exploits d'un James Bond. On pense, en effet, davantage aux romans d'un John le Carré. [...] The Spy Gone North témoigne avec talent de la qualité d'un cinéma populaire intelligent et à succès. ».
Pour Sébastien Mauge de Télérama, « Nul hasard si le titre anglais évoque L'Espion qui venait du froid de John Le Carré. L'histoire de The Spy gone north possède la densité des romans d'espionnage du maître britannique et partage sa vision de l'absurdité de la guerre froide, qui joue ici les prolongations dans une Corée divisée. [...] La morale est amère. Pour régner, on a toujours besoin d'un ennemi. Tourné avant les récentes tentatives d’apaisement entre les deux pays, le film invite à ne pas s'y fier. Les poignées de mains factices cachent souvent des symbioses mortifères. ».
Pour Etienne Sorin du Figaro, « Ils savent tout faire. Drame, polar, fantastique, film de guerre et maintenant d'espionnage. Ce n'est plus un secret pour personne, le septième art coréen est l'un des plus riches et des plus intéressants du moment. Cela dure depuis quelques années maintenant. Dès que l'on croit que la production s'essouffle, une nouvelle pépite ou un nouvel auteur replacent Séoul sur la carte du cinéma mondial. [...] Yoon Jong-bin filme «la dernière région du monde où règne encore la guerre froide et où deux nations - mais un seul peuple - se font face». Un pays déchiré, que symbolise la relation entre Black Venus et Ri Myong-un, dignitaire nord-coréen mélancolique et désabusé. ».

### Box-office
- France : 19 680 entrées[8]

## Distinctions

### Récompenses
- Buil Film Awards 2018 :
  - Meilleur film
  - Meilleur acteur pour Lee Sung-min
  - Meilleur scénario pour Kwon Seong-hui et Yoon Jong-bin
  - Meilleurs décors pour Park Il-hyeon

- Grand Bell Awards 2018 :
  - Meilleur acteur pour Hwang Jeong-min
  - Meilleur acteur pour Lee Sung-min
  - Meilleurs décors pour Park Il-hyeon

- L'Étrange Festival 2018[9] :
  - Grand Prix Nouveau Genre
  - Prix du Public

- Korean Association of Film Critics Awards 2018 :
  - Top 11 Films
  - Meilleure réalisation pour Yoon Jong-bin
  - Meilleur acteur pour Lee Sung-min
  - Meilleur acteur dans un second rôle pour Joo Ji-hoon

### Nominations et sélections
- Buil Film Awards 2018 :
  - Meilleure réalisation pour Yoon Jong-bin
  - Meilleur acteur pour Hwang Jeong-min

- Grand Bell Awards 2018 :
  - Meilleur film
  - Meilleure réalisation pour Yoon Jong-bin
  - Meilleur acteur dans un second rôle pour Ki Joo-bong
  - Meilleur scénario pour Kwon Seong-hui et Yoon Jong-bin
  - Meilleure direction de la photographie pour Choi Chan-min
  - Meilleur montage pour Kim Sang-bum et Kim Jae-bum
  - Meilleurs éclairages pour Yoo Suk-moon
  - Meilleurs costumes pour Chae Kyung-hwa

- Festival de Cannes 2018 : « Séance de minuit »

- L'Étrange Festival 2018 : en compétition